# گاندسا
گاندسا (به اسپانیایی: Gandesa) یک شهرستان در اسپانیا است که در Terra Alta واقع شده‌است.

## خصوصیات
گاندسا ۷۱٫۲ کیلومترمربع مساحت و ۳٬۲۲۲ نفر جمعیت دارد و ۳۶۸ متر بالاتر از سطح دریا واقع شده‌است.